# Distretto di Plaines Wilhems
Plaines Wilhems è uno dei nove distretti di Mauritius. Ha una superficie di 203,3 km² e 368 621 abitanti. Il capoluogo è Beau Bassin-Rose Hill. Possiede le maggiori città dello stato dopo la capitale: Beau Bassin-Rose Hill, Curepipe, Vacoas-Phoenix e Quatre Bornes; è il distretto più popoloso. È suddiviso in due zone: Plaine Wilhems superiore, il cui centro principale è Curepipe, e Plaine Wilhems inferiore, con Beau Bassin-Rose Hill. 
È uno dei due distretti di Mauritius che non possiede accesso al mare.

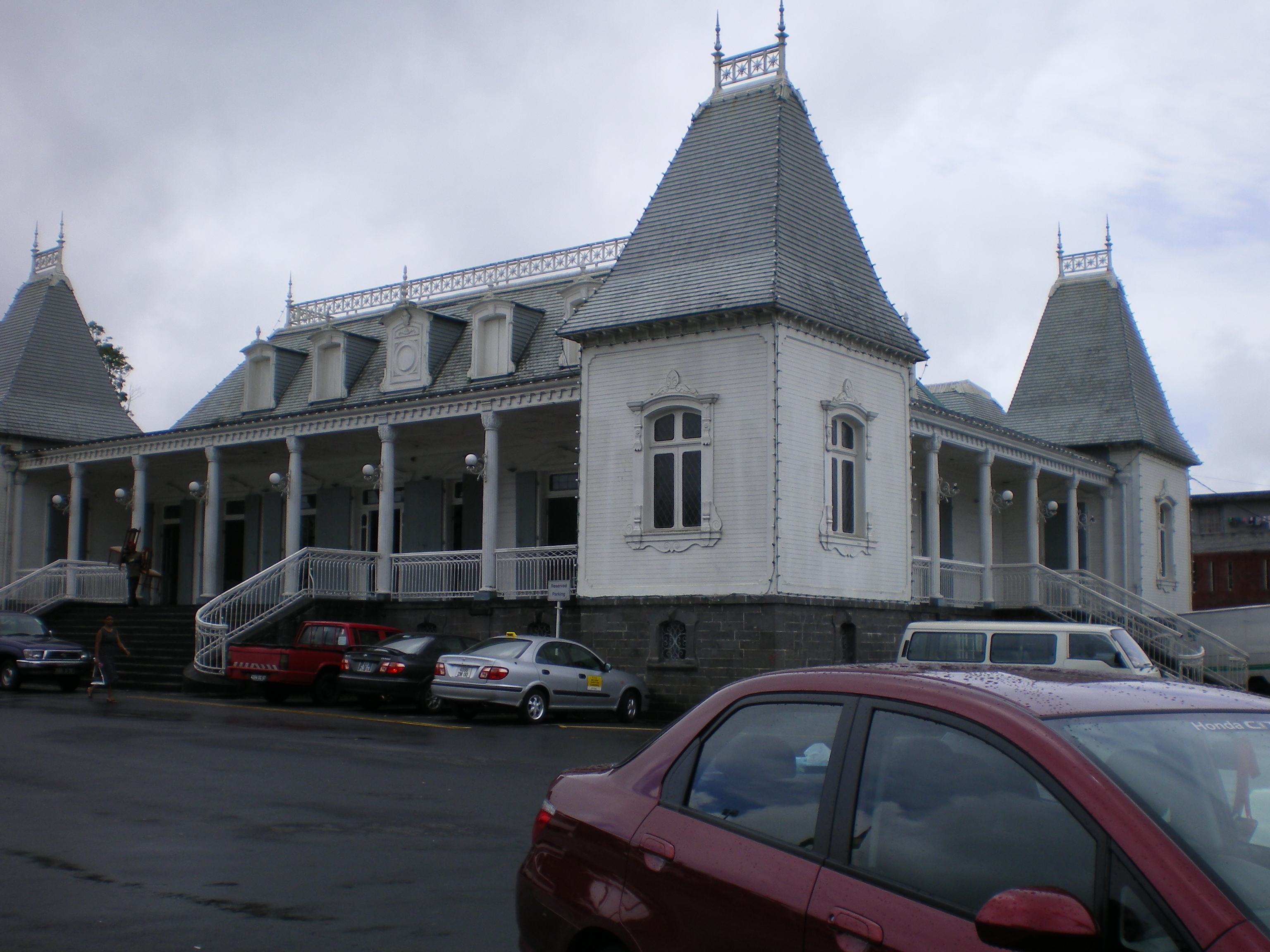
Curepipe, lhotel de ville

Città di Plaines Wilhems:
- Beau Bassin-Rose Hill
- Quatre Bornes
- Vacoas-Phoenix
- Curepipe